# Janek Rubeš
Janek (Jan) Rubeš (Praag, 24 december 1987) is een Tsjechisch verslaggever, documentairemaker en vlogger. Hij is bij het grote publiek bekend van zijn YouTubekanaal Honest Guide, dat hij runt met vriend en cameraman Honza Mikulka. Op het kanaal geeft hij tips aan toeristen, gaat hij achter Tsjechische oplichters aan en laat hij allerlei aspecten van de Tsjechische cultuur zien. Het kanaal heeft een grote focus op de hoofdstad Praag. Naast een Engelstalig kanaal heeft Rubeš ook een Tsjechischtalig kanaal (Kluci z Prahy), waar hij veelal dezelfde video's in het Tsjechisch uploadt.

## Biografie
Rubeš studeerde aan de Filmová akademie Miroslava Ondříčka in Písek en de Tomáš Baťa Universiteit in Zlín. Zijn vader, Jan Rubeš, is een bekend televisieproducent.

### Carrière
In 2006 ging Rubeš viraal met zijn video's als onderdeel van het duo Noisebrothers met Jindra Malík. Datzelfde jaar 2006 begon hij programma's te maken voor het Tsjechische digitale televisiestation Stream.cz. Zijn bekendste programma's voor de dienst zijn How to Do It, NBN, Life in Luxury, City of Scams? en Prague vs. Crooks. In de documentaire Prague vs. Crooks (2015) legde hij vast hoe Praag een bolwerk was van georganiseerde misdaad en scammers. Zo stelde hij bijvoorbeeld een grootschalig probleem met taxichauffeurs aan de kaak, die toeristen veel meer geld vroegen dan gebruikelijk. Datzelfde jaar was hij cameraman bij een architectuurserie genaamd Gebrian versus.
In 2018 verruilde Rubeš zijn werk bij Stream.cz voor een baan bij het jonge nieuwskanaal Seznam Zprávy (TV Seznam) van internetprovider Seznam.cz. Tussen 2018 en 2019 hoste hij daar zijn eigen  talkshow genaamd V Centru (Nederlands: In het middelpunt).

### Honest Guide
In 2016 begon Rubeš het YouTubekanaal Honest Guide met vriend en cameraman Honza Mikulka. Op het kanaal geeft hij tips aan toeristen, gaat hij achter Tsjechische scammers aan en laat hij allerlei aspecten van de Tsjechische cultuur zien. Naast een Engelstalig kanaal heeft Rubeš ook een Tsjechischtalig kanaal (Kluci z Prahy), waar hij veelal dezelfde video's in het Tsjechisch uploadt. Dat kanaal ging op 2 oktober 2020 in de lucht. Door de jaren heen heeft het duo gefilmd in onder meer Praag, Český Krumlov, Pardubice en Brno, maar ook enkele malen internationale uitstapjes gemaakt naar New York, Kyiv, Tampere en Innsbruck. Anno 2024 heeft Rubeš' Engelstalige kanaal meer dan 1,3 miljoen abonnees.
In maart 2021 verwijderde hij diverse video's van zijn kanaal wegens een auteursrechtenkwestie: de video's waren gelijktijdig voor TV Seznam gemaakt, die zodoende de auteursrechten erop bezat.

## Prijzen en onderscheidingen
- In 2016 werd Rubeš door de Tsjechische editie van Forbes uitgelicht in de sectie 30 onder 30: de 30 meest getalenteerde Tsjechen onder de 30.[10]

- In 2017 riep de Britse krant The Independent hem en cameraman Mikulka uit tot de beschermheiligen van het toerisme in Praag.[11]

- In 2019 won hij de Novinářská křepelka, een prijs voor jonge journalisten, voor zijn moedige journalistieke onderzoeken.[12] De prijs is van oorsprong gelieerd aan Karel Havlíček Borovský.